# Liste der Bischöfe von Astorga
Die folgenden Personen waren Bischöfe von Astorga, Provinz León, (Spanien):
- Efren 60
- Basilídes 254
- Heiliger Sabino (254-2..)
- Decencio
- Domiciano (340)
- Simposio (380-?)
- Heiliger Dictino (400-4..)
- Comasio (ca. 420-4..)
- Heiliger Turibius (444-4..)
- Timoteo (561)
- Polemio (568–585)
- Talasio (588–um 589)
- Concordio (630–636)
- Oscando (637-6..)
- Candidato (645–653)
- Elpidio (653–um 656)
- Isidoro (670–680)
- Aurelio (681–693)
- Indisclo (853–879)
- Ranulfo (880–908)
- Heiliger Gennadius (909–919)
- Heiliger Fortis (920–931)
- Salomon (932–951)
- Odoario (952–962)
- Notario (962–972)
- Novidio (967–972)
- Gonzalo (972–992)
- Jimeno (992–1028)
- Pedro (1029–1034)
- Sampiro (1034–1041)
- Pedro Gundulfiz (1041–1051)
- Diego (1051–1061)
- Heiliger Ordoño (1061–1066)
- Pedro Núñez (1066–1082)
- Osmundo (1082–1098)
- Pelayo (1098–1121)
- Alon (1122–1131)
- Roberto (1131–1138)
- Jimeno Eriz (1138–1141)
- Amadeo (1141–1143)
- Arnaldo (1144–1152)
- Heiliger Pedro Cristiano (1153–1156)
- Fernando „El Viejo“ (1156–1172)
- Arnaldo (1173–1177)
- Vakanz (1177–1190)
- Lope Andrés (1190–1205)
- Pedro Andrés (1205–1226)
- Nuño (1226–1241)
- Pedro Fernández (1241–1265)
- Hernán „El Alemán“ (1266–1272)
- Melenio Pérez (1273–1284)
- Martín González I. (1285–1286)
- Martín González II. (1286–1301)
- Alfonso Martínez (1301–1314)
- Juan Alfonso (1315–1326)
- Bartolomé Martínez (1326–1331)
- Fernando Ibáñez (1332–1333)
- Pedro Alfonso (1333–1342)
- Pedro de Pedroche (1342–1346)
- Nuño de Fuentes (1346–1349)
- Rodrigo de Lara (1349–1358)
- Fernando de San Marcelo (1358–1370)
- Alonso de Toro (1370–1382)
- Juan Alfonso de Mayorga (1382–1389)
- Fernando de Astorga (1389–1390)
- Pedro Martínez de Teza (1390)
- Pascual García (1390–1393) (auch Bischof von Orense)
- Alfonso Rodríguez (Gutiérrez) (1393–1412)
- Pedro Fonseca (1414–1418)
- Gonzalo de Santa María (1419–1423) (auch Bischof von Plasencia)
- Sancho de Rojas (1423–1440)
- Alvaro Pérez Osorio (1440–1463)
- García Alvarez de Toledo (1463–1488) (auch Bischof von Badajoz)
- Bernardino López de Carvajal (1488–1489) (auch Bischof von Badajoz)
- Juan Ruiz de Medina (1489–1493) (auch Bischof von Badajoz)
- Diego Meléndez Valdés (1493–1494) (auch Bischof von Salamanca und Zamora)
- Juan de Castilla (1494–1498) (auch Bischof von Salamanca)
- Diego Ramírez de Villaescusa (1498–1500) (auch Bischof von Málaga)
- Francisco Desprats (1500)
- Sancho Pérez Rodríguez de Acebes (1500–1515)
- Alvaro Osorio, O.P. (1515–1539)
- Esteban Almeida (1539–1542) (auch Bischof von León)
- Diego Alava Esquivel (1543–1548) (auch Bischof von Avila)
- Pedro Acuña Avellaneda (1548–1555) (auch Bischof von Salamanca)
- Diego Sarmiento Sotomayor (1555–1571)
- Francisco Sarmiento Mendoza (1574–1580) (auch Bischof von Jaén)
- Alfonso Delgado (1580–1583)
- Antonio Torres (1584–1588)
- Juan Zuazola (1589–1590)
- Pedro Rojas Henríques, O.S.A. (1591–1595) (auch Bischof von Osma)
- Antonio de Cáceres, O.P. (1595–1615)
- Alfonso Mesía de Tovar (1616–1636)
- Luis García Rodríguez (1637–1638)
- Diego Salcedo Benacos (1639–1644)
- Bernardo Atayde de Lima Perera (1644–1654) (auch Bischof von Avila)
- Nicolás de Madrid (1654–1660) (auch Bischof von Osma)
- Juan Vallejo (1660–1661)
- Nicolás Rodríguez Hermosino (1662–1669)
- Matías Moratinos Santos (1669–1672) (auch Bischof von Segovia)
- Rodrigo de Mandía y de Parga (1672–1674) (auch Bischof von Almería)
- Diego de Silva y Pacheco (1675–1677) (auch Bischof von Guadix)
- Francisco Aguado (1677–1688)
- Antonio de Brizuela y Salamanca (1688–1693)
- Antonio de Sanjurjo (1693–1707)
- José Patricio Navarro (1707–1723)
- Crisóstomo Vargas, O. Cist. (1723–1728)
- José Francisco Bermúdez Mandía (1728–1736)
- Pedro Cáceres Casado (1738–1747)
- Matías Escalzo Acedo (1748–1749)
- Francisco Javier Sánchez Cabezón (1750–1767)
- Juan Manuel Merino Lumbreras (1767–1782)
- Antonio Andrés López Arroyo, O.F.M. (1783–1787)
- Manuel Abad y Lasierra (1787–1791)
- Francisco Isidoro Gutiérrez Vigil (1791–1805)
- Manuel Vicente Martínez Jiménez (1806–1816) (auch Erzbischof von Saragossa)
- Santiago Bencomo y Rodríguez (1817–1818)
- Guillermo Martínez Riaguas (1819–1824)
- Manuel Bernardo Morete Bodelón (1825–1828)
- Leonardo Santander Villavicencio (1828–1832)
- Félix Torres Amat (1833–1847)
- Juan Nepomuceno Cascallana Ordóñez (1850–1851) (auch Bischof von Málaga)
- Benito Forcelledo Tuero (1852–1858)
- Fernando Argüelles Miranda (1858–1870)
- Mariano Brezmes Arredondo (1875–1885)
- Juan Bautista Grau y Vallespinos (1886–1893)
- Vicente Alonso y Salgado, Sch. P. (1894–1903) (auch Bischof von Cartagena)
- Mariano Cidad y Olmos (1903–1903)
- Julián Miranda y Ristuer (1903–1904) (auch Bischof von Segovia)
- Julián de Diego y García Alcolea (1904–1913) (auch Bischof von Salamanca)
- Antonio Senso Lázaro (1913–1941)
- Jesús Mérida Pérez (1943–1956)
- José Castelltort Subeyre (1956–1960)
- Marcelo González Martín (1960–1966) (auch Koadjutorerzbischof von Barcelona)
- Antonio Briva Mirabent (1967–1994)
- Camilo Lorenzo Iglesias (1995–2015)
- Juan Antonio Menéndez Fernández (2015–2019)
- Jesús Fernández González (2020–2025, dann Bischof von Córdoba)
  - Sedisvakanz seit 27. März 2025